# SS America (1940)
SS America byl zaoceánský parník společnosti United States Lines. Byl postaven v letech 1938–1940 podle návrhu Williama Francise Gibbse. Během své 54 let dlouhé kariéry nesl mnoho jmen – byl znám jako SS America (celkem třikrát), USS West Point, SS Australis, SS Italis, SS Noga, SS Alferdoss a SS American Star. Nejznámější je pro svoji službu v osobní dopravě jako SS America pro United States Lines a jako SS Australis pro řeckou Chandris Line. V roce 1994 ztroskotal u Kanárských ostrovů poté, co byl vlečen remorkérem a za špatného počasí došlo k přetržení lana.
Kýl lodě America byl založen 22. srpna 1938 v loděnici Newport News Shipbuilding and Drydock Company v Newport News ve státě Virginie. Trup byl spuštěn na vodu 31. srpna 1939, přičemž loď pokřtila americká první dáma Eleanor Rooseveltová. Na první plavbu America vyplula 10. srpna 1940. V té době byla vlajkovou lodí United States Lines.

Výstavba stála 1,2 milionů amerických dolarů. Loď byla 220 metrů dlouhá a 28 metrů široká, dno lodi se nacházelo 10 metrů pod hladinou vody. Plout mohla rychlostí až 22,5 uzlů (tj. 41,7 km/h) a poháněly ji dva velké lodní šrouby, které byly hnány dvěma parními turbínami s dvojitou redukcí (převodovkou). Přepravit mohla maximálně 1 046 nebo možná až 1 202 cestujících (v původním provedení), 7 678 (po přestavbě na USS West Point) nebo 2 258 cestujících (po přestavbě na SS Australis). Posádku tvořilo 643 členů, nebo 750 členů během druhé světové války.

Galerie
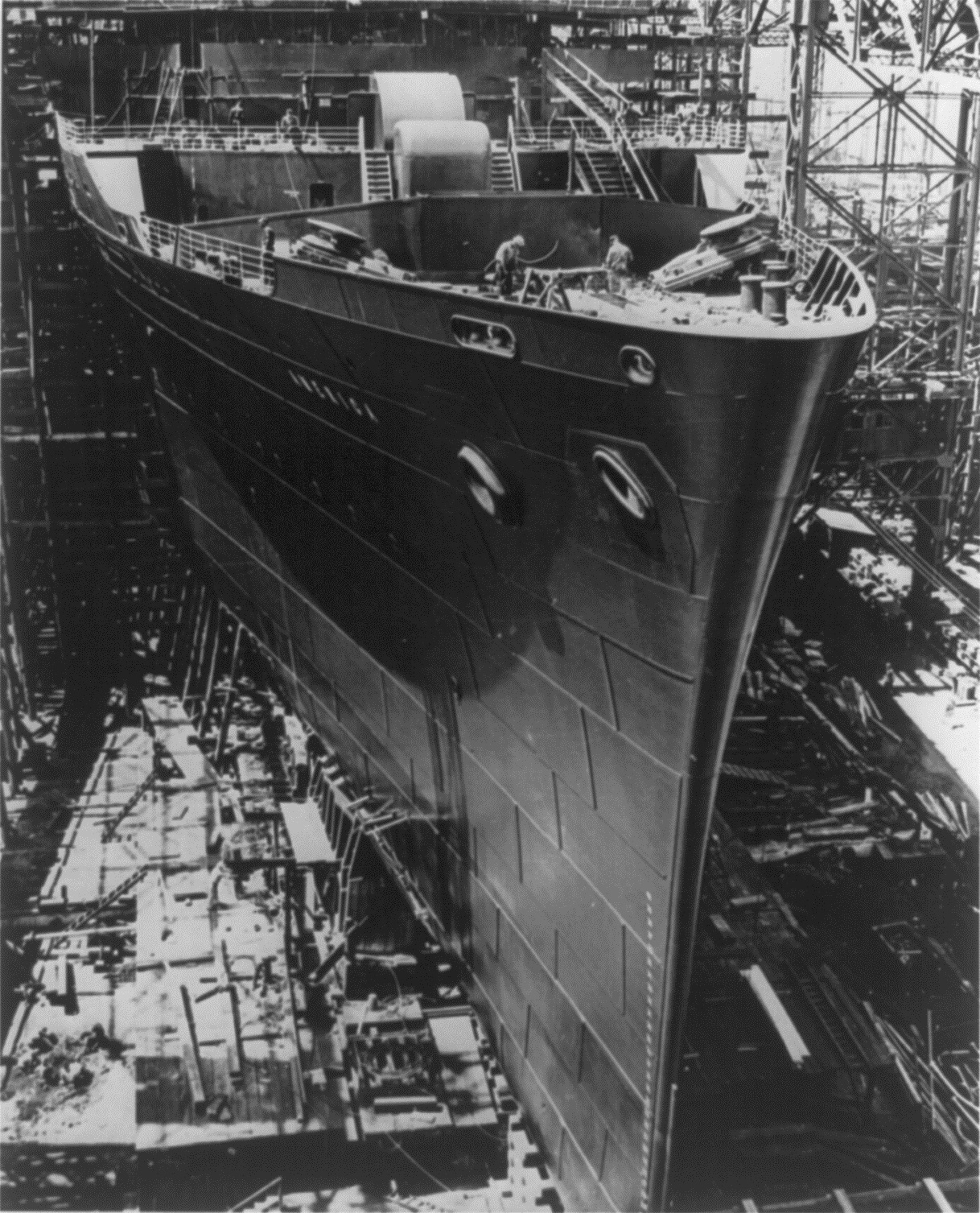
SS America při výstavbě (před rokem 1940)
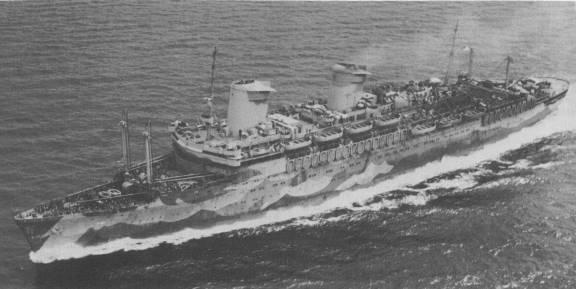
SS America během druhé světové války – USS West Point
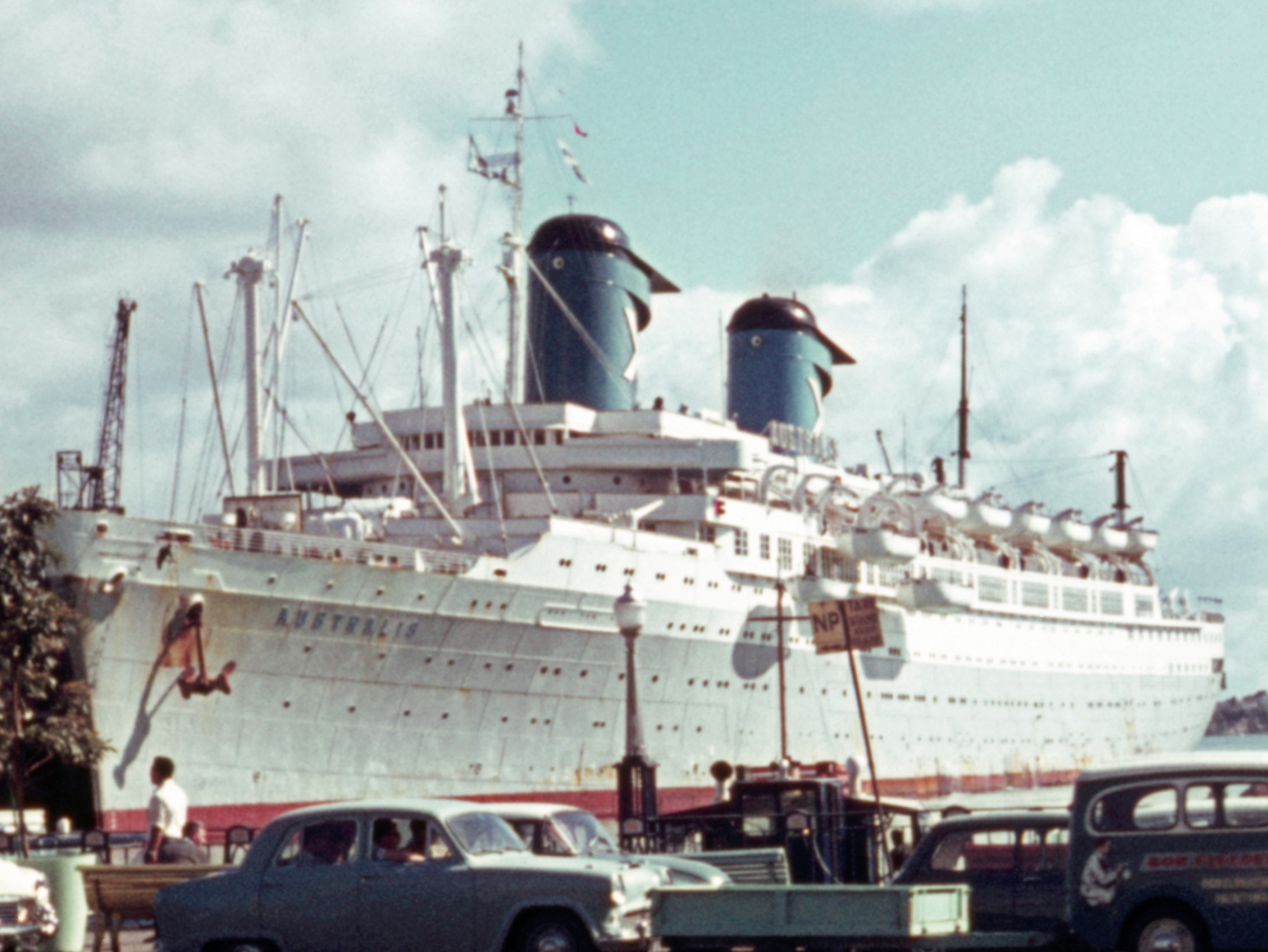
SS Australis v roce 1967
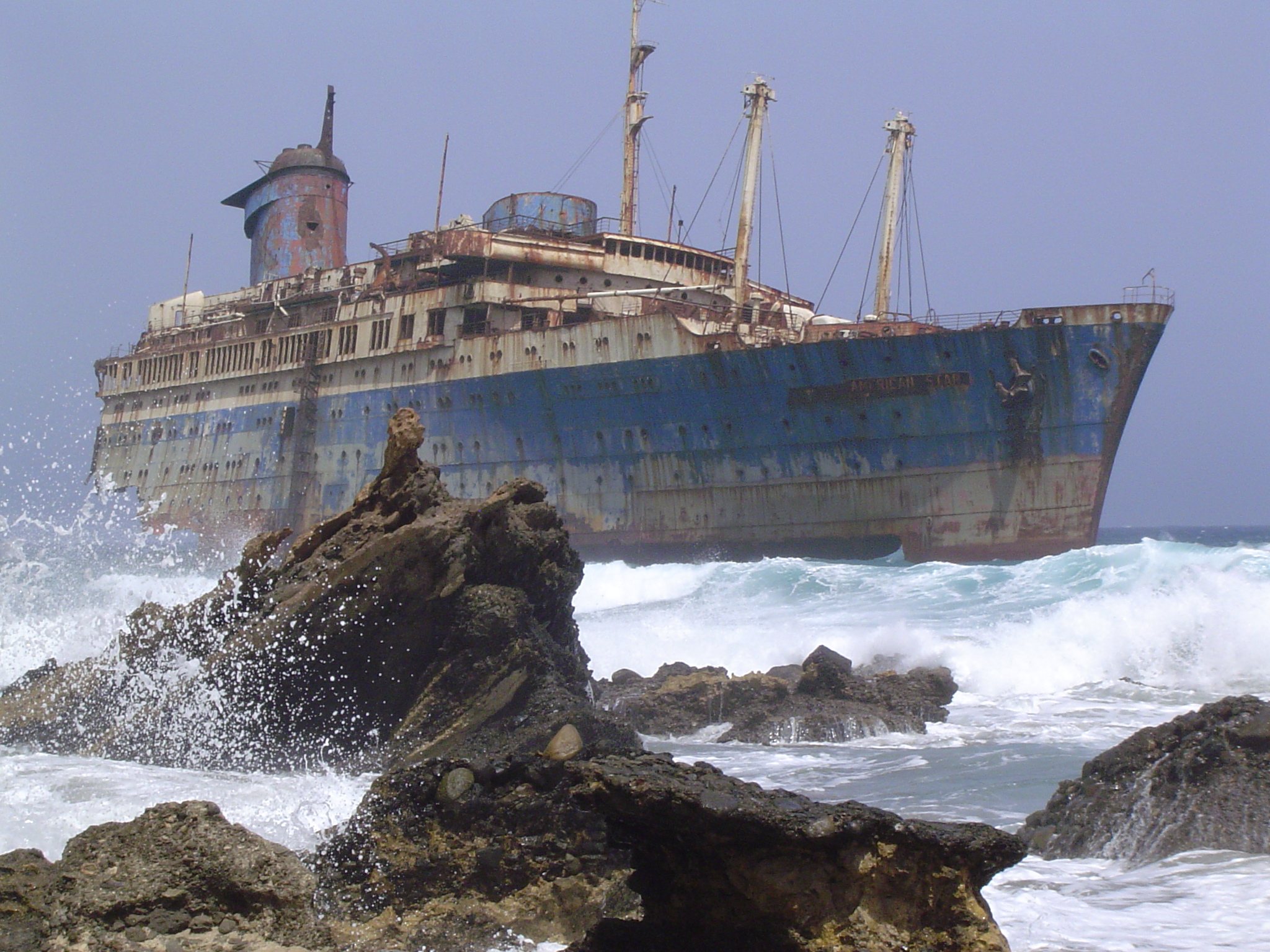
Vrak lodi při pohledu z Fuerteventury v roce 2004